# Felipe Godínez
Felipe Godínez Manrique (Moguer, Huelva, diciembre de 1582-Madrid, 3 de diciembre de 1659), fue un clérigo y dramaturgo español del Siglo de Oro.

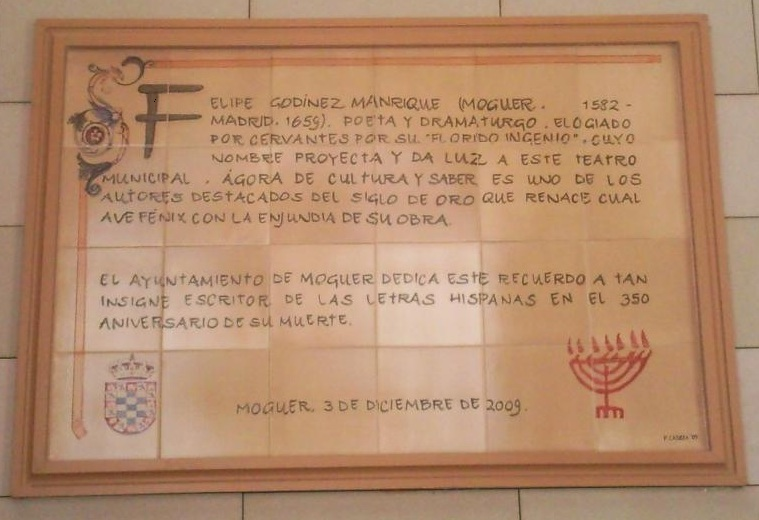
Azulejo homenaje en Teatro Felipe Godinez.

## Orígenes
Nació poco antes de Navidad, fecha en la que fue bautizado, en el seno de una familia de conversos portugueses por ambas ramas, paterna y materna, que se afincaron en la villa de Moguer, de la que fue regidor perpetuo su padre, Duarte Méndez Godínez, casado con María Denis Manrique. La familia se dedicaba al comercio y había sido atraída a Moguer por las posibilidades de negocio con América que ofrecía el puerto y la protección que ofrecía a algunas familias conversas el Conde de Olivares el V Duque de Béjar y el VIII Duque de Medina Sidonia. A causa de la ascendencia judaica sus al menos siete hijos cambiaron sus apellidos: en un documento de 1605, el hijo menor y futuro dramaturgo aparece como Felipe Godínez, tras desechar el apellido Méndez, delator de judaísmo. Sin embargo, desde 1620 hasta 1624 utilizará el segundo apellido de su madre, Manrique, que era mucho más prestigioso. Ese mismo año de 1624 tuvo que enfrentarse a una condena de la Inquisición sevillana por judaizante (haber practicado su religión en secreto) y hereje. Se le condenó a un año de prisión, a seis de destierro y a la confiscación de sus bienes, y se le declaró "irregular" para el ejercicio de sus labores eclesiásticas.

## Formación
Fue educado según las creencias de su familia y cursó estudios universitarios y eclesiásticos en el Colegio Mayor de Santa María de Jesús de Sevilla, aunque los compaginó con su dedicación a los asuntos económicos familiares. En 1604 participó en un libro de Bartolomé Jiménez Patón y en 1610 en unas relaciones de fiestas, demostrando su conocimiento de la cultura clásica y la historia eclesiástica. En este mismo año se graduó de bachiller en Teología y llegó a obtener el título de doctor. Consta en su carrera eclesiástica como su último grado el de diácono en 1612, pero como ejerció de párroco en San Juan de la Palma (Sevilla), debió ser ordenado sacerdote en la ciudad portuguesa de Faro en el primer semestre de 1613. Por una lista de libros que compró en ese mismo año de 1613 sabemos que intelectualmente andaba en la órbita jesuita y probablemente defendía su postura en la polémica De auxiliis. sobre la relevancia concedida a la libertad y a la gracia divina. En ese mismo año estrenó en Sevilla además La Reina Ester y Ludovico el Piadoso, esta última sobre el rey franco Ludovico Pío; de atribución más problemática sería El soldado del cielo San Sebastián.

## Inicios literarios y proceso inquisitorial
Estas primeras obras dramáticas conocidas están fechadas en 1613. En 1614 Cervantes se refiere a él como "florido ingenio" en su Viaje del Parnaso y le pone en el cuarto puesto entre los poetas. Parece que pudo haber sido también capellán del Duque de Béjar. Después se trasladó a vivir con su familia a Sevilla, pero sus actividades relacionadas con la predicación le ocasionaron el ya citado auto de fe celebrado en Sevilla en 1624 y la condena inquisitorial a confiscación de bienes, a salir al tablado con sambenito, a un año de prisión y a seis de destierro, a pesar de haber sido un sacerdote doctor en Teología y haber gozado de gran fama como predicador; fue además inhabilitado para ejercer funciones eclesiásticas y su condición de marrano (término despectivo aplicado a los cristianos nuevos de los que se sospechaba que practicaban el judaísmo en secreto) le fue reprochada sin piedad por sus contemporáneos, que no dudaron en atacarlo en sátiras por ello, por ejemplo el "familiar" de la Inquisición Lope de Vega o el noble Francisco de Quevedo.

## Cumbre y declive de su carrera
Tras el año de reclusión se fue a ejecutar el destierro a Madrid con su madre María y sus hermanas Felipa y Ángela; allí mejoró algo su situación al entrar en contacto con la numerosa comunidad de comerciantes y de cristianos nuevos que se concentraba en la capital. Empezó entonces a dedicarse más activamente al teatro y a la literatura y se integró rápidamente en los círculos literarios y culturales de Madrid. Entre sus amigos estuvieron Lope de Vega, que declinó su inicial hostilidad, además del dramaturgo, también sospechoso de judaizante, Juan Pérez de Montalbán, Luis de Ulloa Pereira, el judaizante Antonio Enríquez Gómez y Francisco Bances Candamo; entre sus enemigos, Francisco de Quevedo (caracterizado por su orgullo de cristiano viejo). La década de los treinta fue la de mayor actividad escénica para Godínez, incluyendo, al parecer, su participación como actor en la compañía de Pedro de Ortegón. Estrenan sus obras las mejores compañías del momento, como las de Juan Martínez, Alonso de Olmedo Tofiño, Antonio de Prado, Bartolomé Romero o Andrés de la Vega, tanto en corrales como en salones palaciegos. La década siguiente, sin embargo, marca su decadencia literaria y es la época en que volvió a sus ocupaciones como predicador y orador, restaurados sus derechos sacerdotales. Murió en Madrid el 3 de diciembre de 1659 y fue enterrado en la iglesia de San Justo.

## Obra

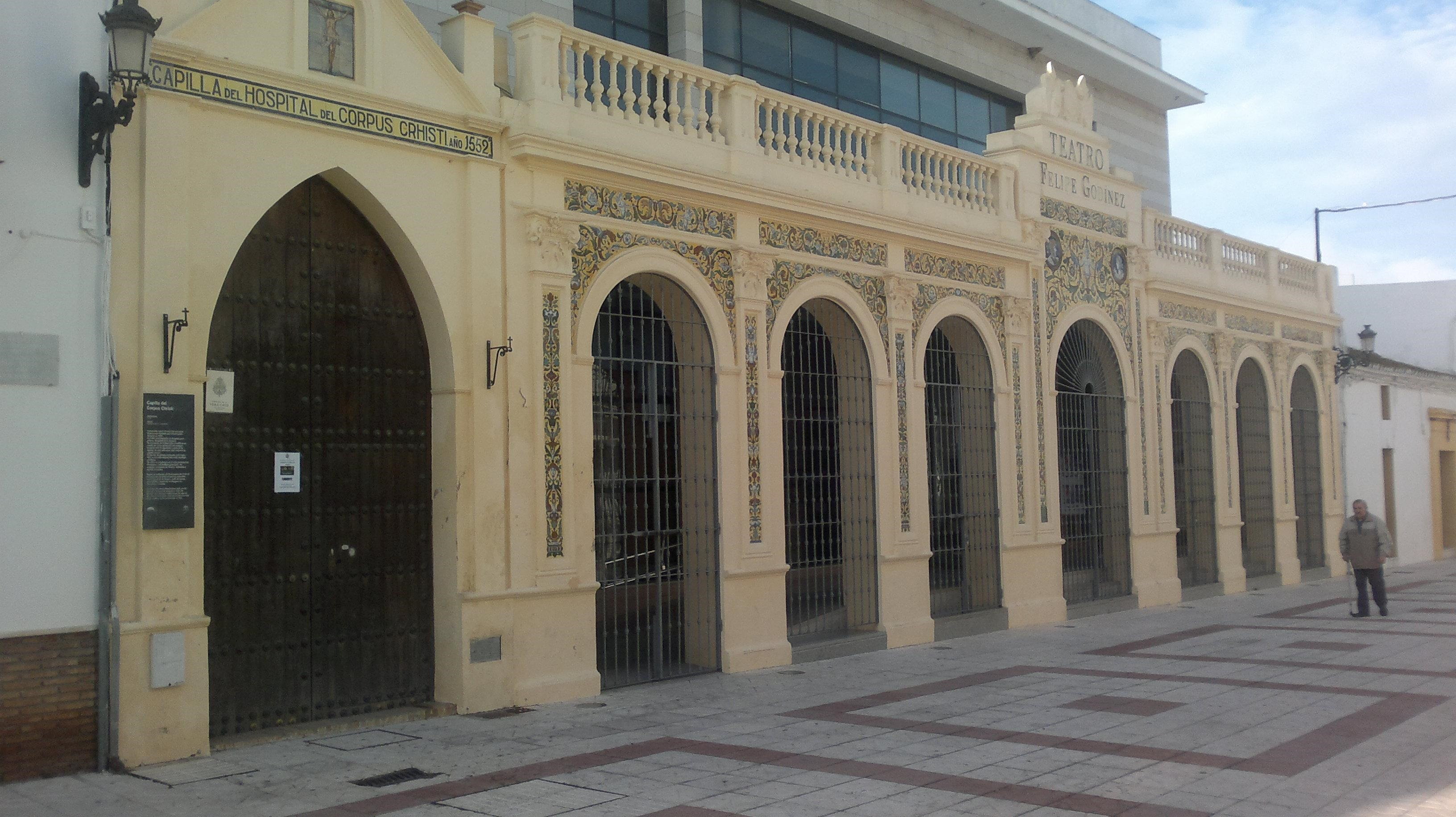
Fachada Teatro Felipe Godinez.

Se conocen de él veintiséis dramas adscribibles a la escuela de Lope de Vega y cinco autos sacramentales generalmente basados en otros de Antonio Mira de Amescua. Cultivó sobre todo las comedias cortesanas e históricas, en las que gustó de tratar asuntos amorosos, religiosos y morales; su concepción de la libertad humana era determinista: no creía en el libre albedrío. El tema del honor adquiere en sus obras un tratamiento novedoso con respecto a los cánones de la época, ya que niega que pueda ser adquirido por herencia familiar nobiliaria, sino solamente por los propios méritos del individuo. También es un tema importante en la obra de Godínez la astrología, en cuya condición de auténtica ciencia creía. En general, el enfoque de los diversos temas por parte de este comediógrafo responde a su herencia judaica, aunque sus obras se amoldan al teatro barroco.
Sus mejores logros los obtiene en las piezas de tema religioso, donde encuentra ocasión para volcar sus extensos conocimientos. En esta temática compuso comedias de historia bíblica y de vidas de santos.
Entre las primeras destacan Las lágrimas de David, El divino Isaac, Los trabajos de Job, muy bien resuelta y especialmente vigorosa, Amán y Mardoqueo o La horca para su dueño, que más parece auto sacramental que comedia de historia bíblica, Judit y Holofernes, etc. Destaca también en especial en este grupo, por sus valores líricos, La reina Ester, tema ya tratado por Lope de Vega con menos profundidad y de forma más espectacular y menos moralizante; en esta pieza muestra el autor apasionadamente su mosaísmo.
Entre las de vidas de santos destacan San Mateo en Etiopía (de 1635), Ludovico el piadoso (de 1613 y una de las primeras), La milagrosa elección y, en especial, O el fraile ha de ser ladrón o el ladrón ha de ser fraile, que desarrolla un episodio aislado de la vida de San Francisco de Asís en torno a la conversión de dos ladrones que buscan refugio entre los franciscanos. Se cree también que esta obra formaría una trilogía junto a De buen moro, buen cristiano y Ha de ser lo que Dios quiera. También escribió algunos autos sacramentales como La Virgen de Guadalupe, El provecho para el hombre etc. donde imita a Antonio Mira de Amescua. Una de sus comedias de asunto profano es Aun de noche alumbra el sol, de ágil intriga, sobre el rey Sancho de Mallorca, representada en Palacio en 1634, publicada en la BAE vol. XLV, 1858. Germán Vega García-Luengos ha recuperado además el texto de El primer condenado, una comedia sobre Caín, que debió ser compuesta hacia 1637, y los de Ha de ser lo que Dios quiere y El provecho para el hombre y la honra para Dios, esta última sobre Job.

## Recuento de sus obras

### Autos sacramentales
- El divino Isaac; hay ed. moderna de Huelva, Diputación, 1995
- "El premio de la limosna y Rico de Alejandría" en Navidad y Corpus Cristi, festejados por los mejores ingenios de España [...], Madrid, 1644. Hay ed. moderna de Huelva, Diputación, 1995
- El príncipe ignorante discreto
- “Coloquio Primero y Segundo de Los pastores de Belén”, en Autos Sacramentales con cuatro comedias nuevas [...], Madrid, 1655
- “Coloquio Segundo de Los Pastores de Belén”, en Fuentepiña (Fundación Municipal de Cultura de Moguer), 1998, págs. 154-174.
- “El nacimiento de Cristo”, en Autos Sacramentales y al nacimiento de Cristo [...], Madrid, 1675

### Comedias
- Cautelas son amistades o Los dos Carlos. Lo que merece un soldado, Biblioteca Nacional de España (BNE), ms. 18074 (inéd.)
- El soldado del cielo, San Sebastián, BNE, ms. 14988 (inéd.)
- Los trabajos de Job, BNE, ms. 17035 (inéd.)
- “La Gran Comedia de los trabajos de Job”, en Parte Treinta y una de las mejores comedias [...], Barcelona, 1638
- “Basta intentarlo”, en Parte treinta y dos, con doce comedias de diferentes autores [...], Zaragoza, Diego Dormer, 1640
- “Amán y Mardoqueo o La horca para su dueño”, en Quinta parte de comedias escogidas [...], Madrid, Pedro de Val, 1653
- “La Virgen de Guadalupe”, en Autos Sacramentales con cuatro comedias nuevas [...], Madrid, 1655
- “San Mateo en Etiopía”, en Parte Veinte y ocho de Comedias nuevas [...], Madrid, 1667
- “Celos son bien y ventura”, en Parte Treinta y cinco. Comedias nuevas [...], Madrid, 1671
- Acertar de tres la una. Famosa Comedia, suelta, s. l., s. f.
- De buen moro, buen cristiano, suelta, s. l., s. f.
- Ha de ser lo que Dios quiera, suelta, s. l., s. f.
- El primer condenado, suelta, s. l., s. f.
- O el fraile ha de ser ladrón, o el ladrón ha de ser fraile, Madrid, A. G. Benzal, 1957
- La traición contra su dueño, intr. y notas de T. C. Turner, Chapel Hill, Estudios de Hispanófila, 1975
- Aun de noche alumbra el sol, Sevilla-Kassel, Universidad-Reichenberger, 1991
- Las lágrimas de David o El rey más arrepentido, Valencia, Albatros Hispanófila, 1986
- Ludovico el piadoso, Valladolid, Universidad, 1987
- La Reina Ester, Valladolid, Universidad, 1987
- El príncipe ignorante discreto y Juicio final, Huelva, Diputación, 1995
- Los toros del alma, Huelva, Diputación, 1995

### Prosa
- "Oración fúnebre" incluida en la Fama póstuma a la vida y muerte del Doctor Frey Lope Félix de Vega Carpio (1636).

### Comedias perdidas
- Adquirir para reinar (perdida)
- El arpa de David (desapar.)
- La mejor espigadera (desapar.)

### Comedias atribuidas
- Judit y Holofernes
- La mejor espigadera
- Adquirir para reinar
- El soberbio calabrés